# Krkovo nad Faro
Krkovo nad Faro este o localitate din comuna Kostel, Slovenia, cu o populație de 21 de locuitori.